# 韋普 (愛達荷州)
韋普（英語：Weippe）是一個位於美國愛達荷州清水縣的城市。

## 地理
韋普的座標為46°22′42″N 115°56′23″W / 46.37833°N 115.93972°W，而該地的平均海拔高度為919米（即3015英尺）。

## 人口
根據2020年美國人口普查的數據，韋普的面積為1.04平方千米，當中陸地面積為1.03平方千米，而水域面積為0.01平方千米。當地共有人口400人，而人口密度為每平方千米384.62人。